# Legea salarizării unitare a bugetarilor
Legea salarizării unitare a bugetarilor este o lege din România intrată în vigoare la data de 1 ianuarie 2010. 
Legea prevede ca raportul între salariul minim pe economie și cel mai mare salariu din sistemul bugetar sa fie de maximum 1 la 12, unde 12 este nivelul salarial al președintelui României.
La data intrării în vigoare a legii, președintele câștiga 9 salarii minime.
Principalul scop declarat al legii salarizării este eliminarea discrepanțelor salariale din sistemul bugetar, unde există salarii care trec de 14.000 de lei pe luna (3.300 de euro), însă tocmai discrepanțele uriașe între salariile din sistemul bugetar sunt cele care vor face aproape imposibilă aplicarea legii în următorii câțiva ani, o echilibrare a veniturilor salariale putându-se face abia în 2015, într-un scenariu optimist.
Principiul de bază al legii este că salariile mari vor fi înghețate, în timp ce salariile aflate în partea inferioară a grilei vor crește astfel încât să se ajungă la un raport care să plaseze fiecare funcție din sistemul bugetar pe grila de 1 la 12.
Legea mai prevede ca ponderea din Produsul Intern Brut (PIB) a cheltuielilor cu salariile bugetarilor va fi redusă progresiv de la 9,4% în 2009 la 8,7% în 2010, la 8,16% în 2011, la 7,88% în 2012, 7,58% în 2013, 7,34% în 2014 și 7% pentru 2015 și anii următori.
De asemenea legea mai prevede ca salariul minim prevăzut în legea de salarizare unitară va crește după 2010 peste nivelul de 705 lei, stabilit pentru anul 2010, doar dacă numărul de angajați va fi redus astfel încât să permită respectarea țintelor anuale privind ponderea cheltuielilor de personal în PIB.
Angajații BNR, ai CNVM, ai CSA și ai CSSPP nu intră sub incidența legii salarizării unitare.
Puternic contestată de sindicatele din sistemul public, legea salarizării a fost una din cerințele formulate de Fondul Monetar Internațional (FMI) în cadrul acordului stand-by, unde România primește aproape 20 de miliarde de euro din partea FMI, Comisia Europeană și Banca Mondială.